# Paracalliactis sinica
Paracalliactis sinica is een zeeanemonensoort uit de familie Hormathiidae.
Paracalliactis sinica is voor het eerst wetenschappelijk beschreven door Pei in 1982.